# Autodrehkran Panther

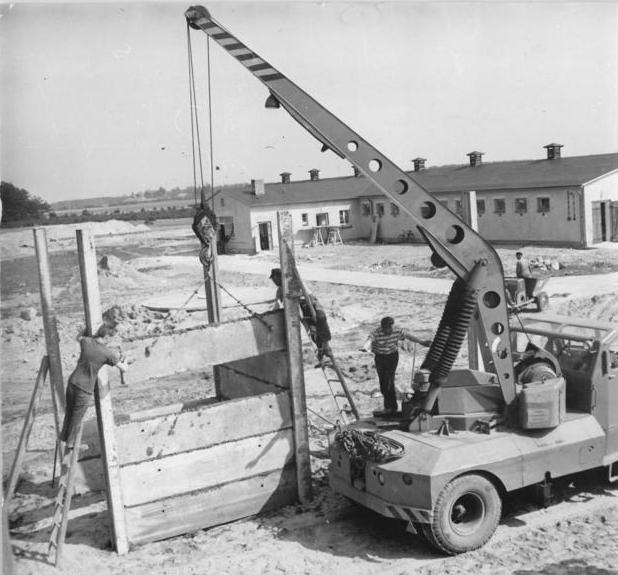
ADK I/5 Panther beim Bau eines Futterhauses

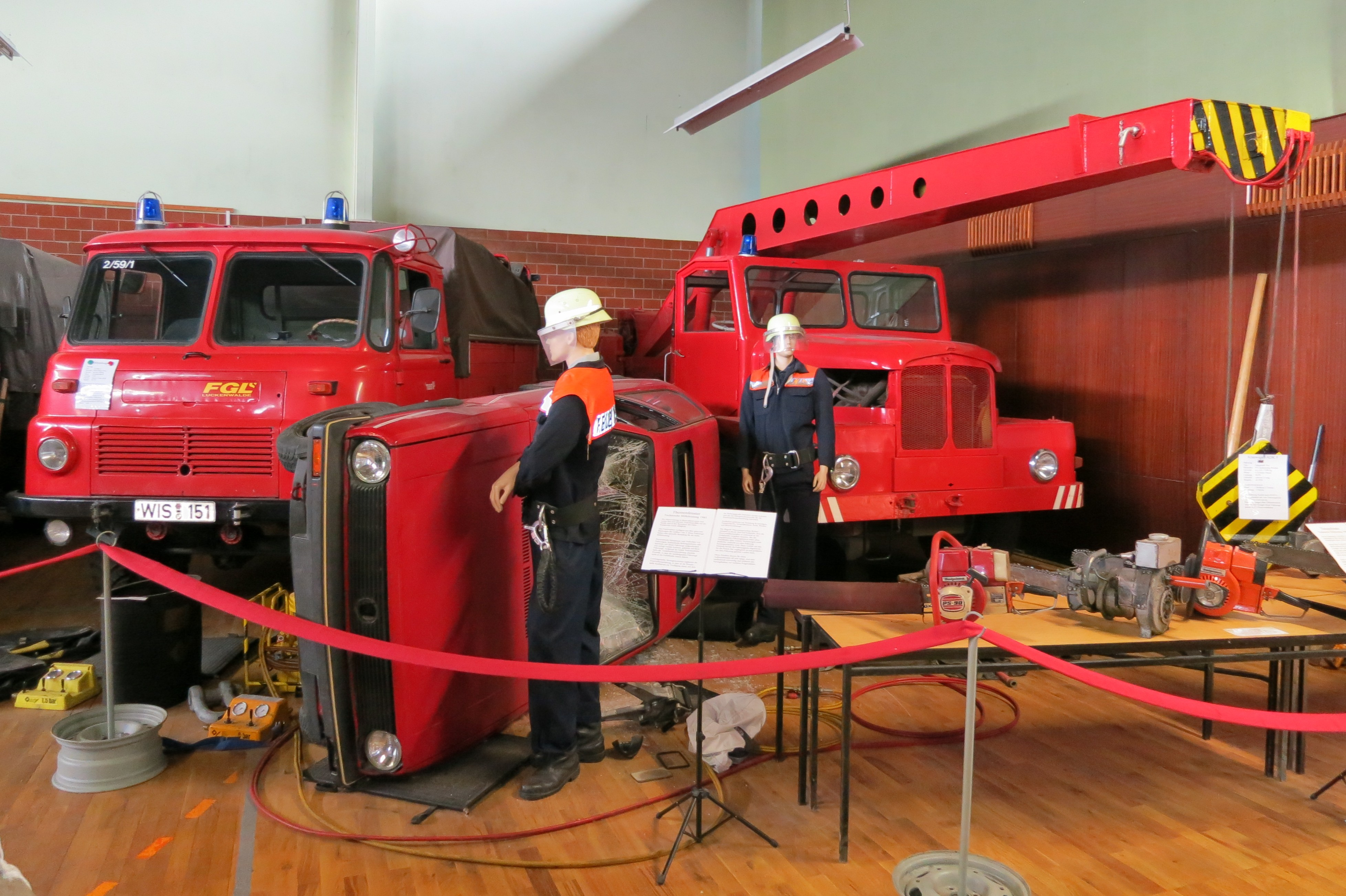
ADK V/5 als Feuerwehrkran KW 5 im Internationalen Feuerwehrmuseum Schwerin

Der Autodrehkran Panther (ADK Panther) ist ein in der DDR hergestellter Autokran. Obwohl die Entwicklung auf Basis des Lkw IFA H6 erfolgte, war der Unterwagen eine Neukonstruktion und es wurde nur auf einen Teil der Baugruppen des Standardfahrzeugs zurückgegriffen. Der Kran wurde ursprünglich für Lasten bis fünf Tonnen im VEB Hebezeugwerk Sebnitz produziert (Typen ADK I/5 und ADK V/5) und später auf 6,3 Tonnen (6,3 Megapond) verbessert (Typen ADK 63 und ADK 63-2). Bei den späteren Varianten wurde der Name Panther nicht mehr verwendet, umgangssprachlich jedoch auch auf diese Fahrzeuge übertragen. Feuerwehrfahrzeuge wurden als KW 5 (Kranwagen 5) bezeichnet.
Die ab 1953 entwickelten und seit 1954 gebauten 5-Tonnen-Kräne wurden 1965 durch die Reihe der 6,3-Tonnen-Kräne abgelöst, deren Produktion 1975 auslief. Als Nachfolgemodell wurde seit 1974 der ADK 70 mit dem IFA W50 als Unterwagen gefertigt, der ein geringeres Eigengewicht und eine auf 7 Tonnen gesteigerte Tragfähigkeit aufwies.
Parallel zum Panther wurde von 1957 bis 1963 im niedrigeren Gewichtssegment der Autodrehkran Puma für Lasten bis 3 Tonnen hergestellt. Im nächsthöheren Gewichtssegment war der ab 1971 produzierte ADK 125 für Lasten bis 12,5 Tonnen angesiedelt.

## Geschichte
Unabhängig von der Entwicklung des Autodrehkran Bleichert begann 1953 auch der Wissenschaftsbereich (WB) der VVB ABUS (Arbeitsmittel für Bergbau und Schwerindustrie) im Zentralen Konstruktionsbüro (ZKB) in Zusammenarbeit mit dem VEB Hebezeugwerk Sebnitz einen Autodrehkran zu entwickeln. In Sebnitz hatte man während des Zweiten Weltkrieges Erfahrungen mit der Lizenzproduktion von Bilstein-Kranen und nach dem Krieg mit dem Traktordrehkran Brigadefreund sammeln können.
Mit dem wachsenden Bedarf an mobilen Drehkränen versuchte man zunächst einen Kran zu entwickeln, der einfach auf serienmäßigen Lkw-Fahrgestellen aufgebaut werden konnte. Der H6 als damals einzig verfügbarer heimischer Lkw in der notwendigen Größe wies dafür allerdings eine mangelnde Verwindungssteifigkeit des Rahmens und eine zu geringe Nutzlast auf. Im Grundaufbau entspricht der Panther noch dem H6, seine für die besonderen Belastungen des Kranbetriebes erfolgten Verstärkungen und Anpassungen weisen indes größere Unterschiede zum Basisfahrzeug auf, als dies beim prototypisch im VEB Kraftfahrzeugwerk „Ernst Grube“ Werdau entwickelten Niederrahmenfahrgestell N7 der Fall ist.

### ADK I/5

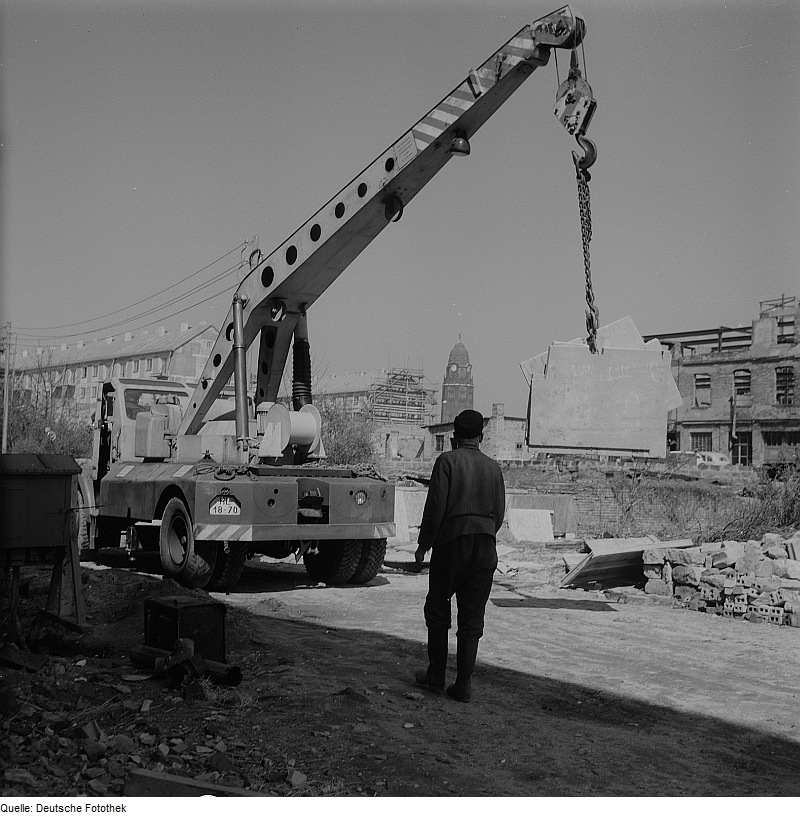
Fahrt eines ADK I/5 auf einer Baustelle mit anhängender Last (Betonfertigteile). – Die hier hinter der Fahrertür angebrachten Anschlüsse zur Stromeinspeisung und -abgabe befinden sich bei einigen anderen Modellen unter der Verkleidung des Unterwagens.

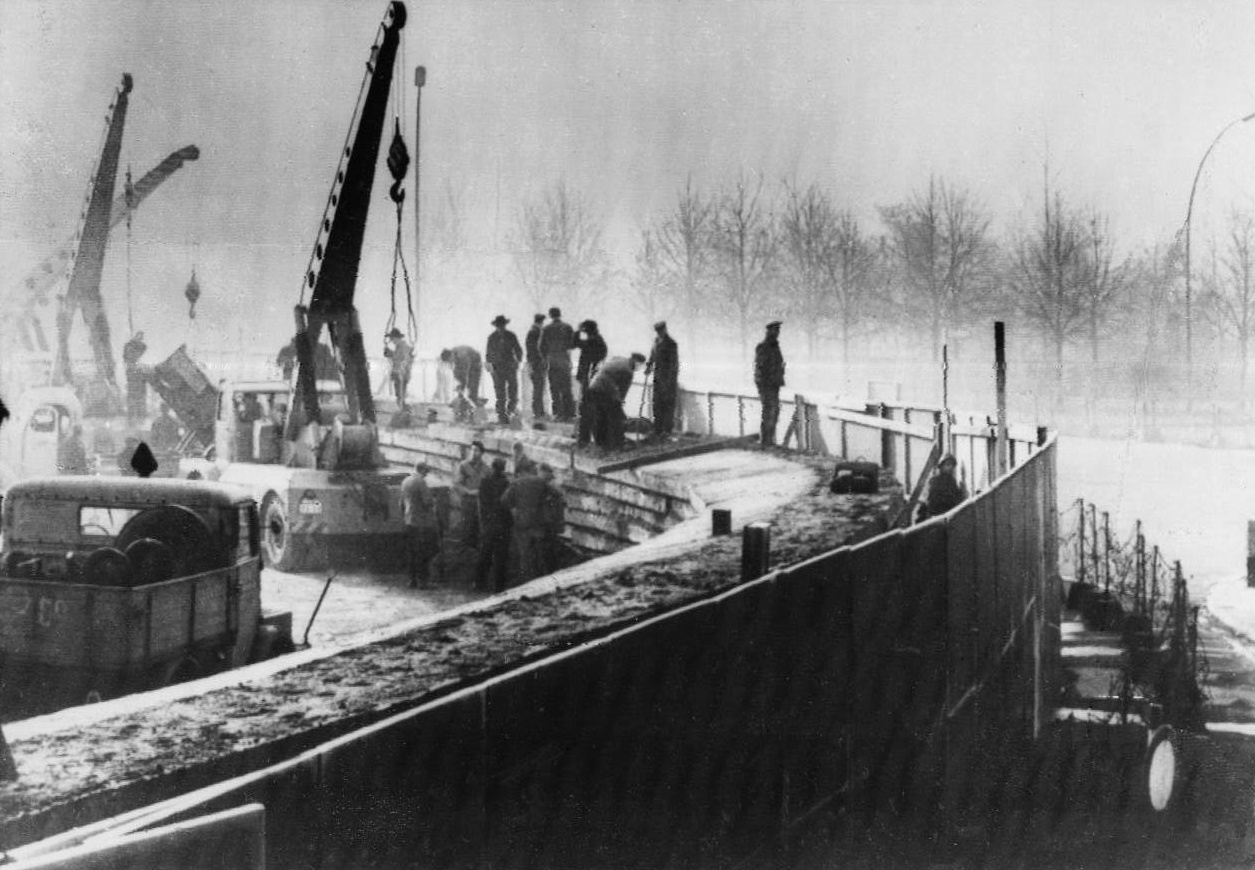
Einsatz des ADK 5 bei der Verstärkung der Berliner Mauer am Brandenburger Tor im November 1961

Die Einmannbedienung des Krans erfolgt aus dem Fahrerhaus. Im Straßenverkehr sitzt der Fahrer ganz normal auf der linken Seite, der Kranbetrieb erfolgt von der Beifahrerseite in rückwärtiger Richtung mit Blick auf den Drehtisch. Über einen zweiten Satz Pedale und eine gekuppelte Doppellenkung ist es möglich, das Fahrzeug von beiden Sitzen aus zu bewegen. Um bessere Sicht zu gewährleisten, ist das Dach nach hinten abgeschrägt und verglast.
Mittels einer Achsverriegelung lässt sich eine starre (ungefederte) Verbindung von Rahmen und Hinterachse im Kranbetrieb herstellen. Unter Last ist dann noch eine Standortveränderung des Krans mit 5 km/h möglich. Die Hubarbeit erfolgt idealerweise in rückwärtiger Richtung mit einem Ausschlag von bis zu 45° (von der Mitte des Hecks). Außerhalb dieses Bereichs verlagert sich die Last von der Hinterachse auf die Vorderachse, was durch seitliche Abstützungen, die sich zwischen den Achsen unterhalb des Drehtisches befinden, verhindert werden kann.
Die Kräne wurden überwiegend im nichtstationären Kranhakenbetrieb genutzt. Der Oberwagen ist über ein Drehwerk fest mit dem Unterwagen verbunden. Der Fahrantrieb erfolgt mittels Dieselmotor (EM 4), das Drehwerk und das Hubwerk werden elektrisch betrieben, das Wippwerk über eine Hydraulik. Der über ein Nebengetriebe mit Generator im Unterwagen hergestellte dieselelektrische Antrieb des Oberwagens ermöglicht es, das Fahrzeug als mobiles Notstromaggregat (Kraftstrom mit 18 kW) einzusetzen. Daneben ist es möglich, bei abgestellten Dieselmotor den Kran über eingespeisten Fremdstrom zu betreiben. Der Schwenkbereich war bis 1956/57 unbegrenzt. Die verschleiß- und störanfälligen Schleifringkörper machten dann die Stromführung zum Oberwagen über einen Kabelbaum notwendig, der jedoch den Schwenkbereich auf 340° beschränkt.

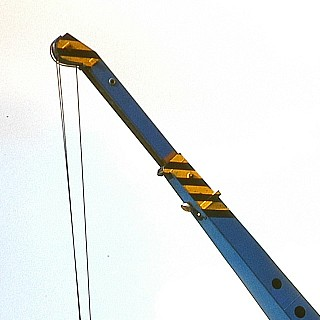
Detail: ausgezogene Auslegerverlängerung (hier beim ADK 63)

Ab 1955 konnte der Ausleger manuell um 1,5 m verlängert werden.
Für Schüttgutbewegung, beispielsweise Kohleumschlag, konnte der Kran um eine Greiferausrüstung mit einem elektrisch betriebenen Motorgreifer erweitert werden. Sofern die dazu notwendige Erweiterung im Kran vorhanden war, konnte der Greifer innerhalb von Minuten angebaut werden. Weitere mögliche Anbauten sind ein Lasthebemagnet sowie ein Vakuumheber.
Bis 1962 wurden in Sebnitz 858 Stück ADK I/5 gefertigt.

#### ADK I/5 B
Mit der ab 1959 gefertigten Variante ADK I/5 B ging man auf die Forderungen der Bauindustrie ein, einen mobilen Turmdrehkran zu produzieren. Um den Kran auch im Hochbau einzusetzen, wurde ein Hochbaukranteil mit einem Schwenkbereich von 360° entwickelt. Die Hubhöhe wuchs auf maximal 26 Meter an, die Ausladung betrug bis zu 13 Meter. Der so ausgerüstete Kran hat eine Tragfähigkeit von 0,75 bis 1,5 Tonnen.
Der Ausleger wurde durch den Kran selbsttätig aufgerichtet. Während des Transportes lag der Ausleger auf einem einachsigen, lenkbaren Nachläufer. Die Gesamtlänge des Fahrzeuggespanns betrug 22 m.

### ADK V/5
1960 begann man in Sebnitz mit der Weiterentwicklung des ADK I/5. Wichtige Änderungen waren ein leistungsfähigerer Motor und eine Einscheiben-Trockenkupplung. Bis 1965 wurden 1180 Stück produziert.
Als neue Zusatzausrüstung wurde ein Einsteckausleger mit einer Traglast von 0,9 t eingeführt. War die 1,5 Meter lange Auslegerverlängerung gegen den Einsteckausleger ausgetauscht, konnte eine Hubhöhe von etwa 12 Metern erreicht werden. Für Straßenfahrten wurde der Einsteckausleger nach hinten weggeklappt und die Hakenflasche entsprechend hinten an den Gegengewichten befestigt.

### ADK 6,3 und ADK 63

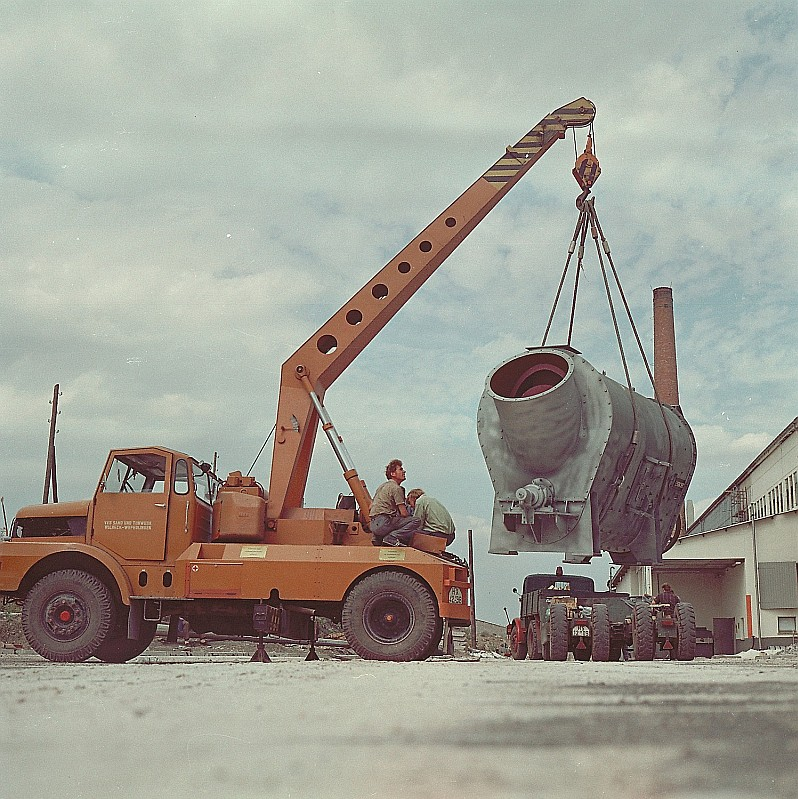
ADK 63

1965 begann die Produktion des ADK 6,3, der eine hydraulische Lenkhilfe und ein verbessertes Schaltgetriebe erhielt. Durch Überarbeitung der Auslegerkonstruktion und der Bestückung der Auslegerverlängerung mit einem pneumatischen System konnte die Tragfähigkeit auf 6,3 t erhöht werden. Die Hubgeschwindigkeit im zwei- und dreisträngigen Betrieb wurde um 35 % erhöht. Ab 1968 wurde eine Lastmomentsicherung (LMS) serienmäßig eingebaut. Zwei Jahre nach seiner Einführung wurde das Fahrzeug seit 1967 als ADK 63 vertrieben.
Durch eine wirtschaftspolitische Umstrukturierung wurde der VEB Hebezeugwerk Sebnitz ab 1970 dem Fortschritt-Kombinat unterstellt. Die Kranproduktion wurde in den VEB Schwermaschinenbau „Georgi Dimitroff“ Magdeburg verlagert. Bis zum Produktionsende 1970 wurden 1692 Stück gebaut.

### ADK 63-2

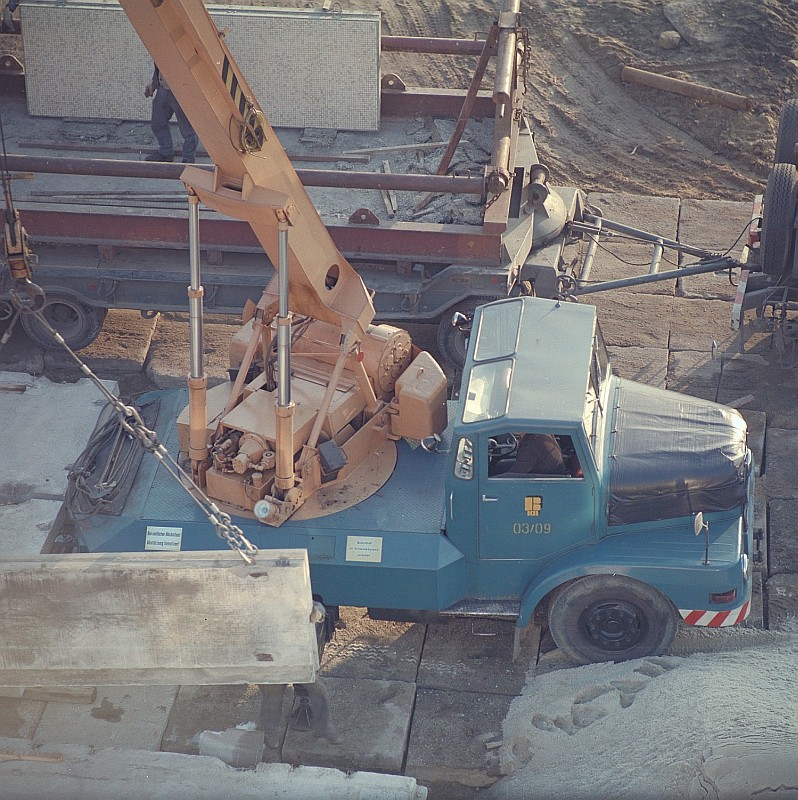
Einsatz eines ADK 63-2 beim Wohnungsbau

Die Produktion begann noch 1968 im VEB Hebezeugwerk Sebnitz und wurde ab 1971 im VEB Schwermaschinenbau „Georgi Dimitroff“ Magdeburg-Buckau weitergeführt. Der ADK 63-2 erhielt einen gänzlich neuen Kranaufbau. Der Ausleger ist dabei nicht mehr direkt auf dem Drehtisch gelagert, sondern befindet sich auf einem Stützbock. Für das Wippen wurden zwei Zylinder verwendet. Die Feinfühligkeit des Drehwerkes wurde erhöht. Die Auslegerverlängerung wurde von 1,5 auf 3 Meter vergrößert und ist auch unter Last hydraulisch ausschiebbar. Neben einem moderneren Motor hatte der ADK 63-2 auch eine Motorbremse. Die Achsverriegelung konnte nun erstmals hydraulisch vom Fahrerhaus betätigt werden. Auch die Fahrerkabine wurde überarbeitet und mit neuen Instrumententafeln versehen. Von 1969 bis 1972 wurden nur 399 Stück gefertigt.

### ADK 63-1
Der ADK 63-1 wurde parallel zum ADK 63-2 gebaut und unterscheidet sich von diesem im Wesentlichen durch die mechanische Teleskopierung des Auslegers. Von 1971 bis 1975 wurden in Magdeburg 890 Stück gebaut.

## Technische Daten
Viele Teile der Fahrzeuge sind Standardkomponenten aus der Fahrzeugproduktion der DDR. So kamen beispielsweise an Achsen und Bremsanlage Bauteile des IFA H6 zum Einsatz, während der Motor vom IFA H3A (ADK I/5), IFA S4000-1 (ADK V/5, ADK 6,3) bzw. später vom IFA W50 (ADK 63-2) stammte.
Der Unterwagen konnte nicht von einem Serienfahrzeug übernommen werden, er wurde aus einer gekanteten Schweißkonstruktion gefertigt.
|                                         | ADK I/5                      | ADK V/5                          | ADK 63                                                | ADK 63-2                                              |
| --------------------------------------- | ---------------------------- | -------------------------------- | ----------------------------------------------------- | ----------------------------------------------------- |
| Motor (Vierzylinder-4-Takt-Dieselmotor) | Typ EM 4-15-1                | Typ EM 4-22/90                   | Typ 4 VD 14,5/12-0 SRW (EM 4-22/90)                   | Typ 4 VD 14,5/12-1 SRW                                |
| Motorenhersteller                       |                              | VEB Dieselmotorenwerk Schönebeck | IFA Motorenwerk Nordhausen                            | IFA Motorenwerk Nordhausen                            |
| Motorleistung                           | 44 kW (60 PS) bei 1500 min−1 | 66,3 kW (90 PS)                  | 66,3 kW bei 2000 min−1                                | 66,2 kW bei 2300 min−1                                |
| Fahrgeschwindigkeit                     | 31,5 km/h                    | 42,2 km/h                        | 55,0 km/h                                             | 57,5 km/h                                             |
| Dienstgewicht Eigenmasse                | 13 400 kg                    | 13 400 kg                        | 13 300 kg                                             | 13 000 kg                                             |
| max. Tragkraft                          | 5000 kg                      | 5000 kg                          | 6300 kg                                               | 6300 kg                                               |
| Hubgeschwindigkeit                      | 4,3 m/min                    | 7 m/min                          | 9,5 m/min (dreisträngig) bis 28,5 m/min (einsträngig) | 9,5 m/min (dreisträngig) bis 28,5 m/min (einsträngig) |
| Generator                               | 20 kVA, 400 V, 27 A          | 30 kVA, 400 V, 44 A              |                                                       |                                                       |